# Traité de Fort Jackson

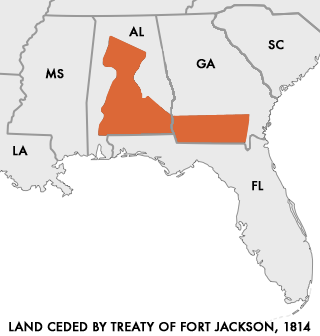
Territoires cédés par les Creek au traité de Fort Jackson

Le traité de Fort Jackson est un traité signé le 9 août 1814 à Fort Jackson en Alabama, à l'issue de la guerre Creek, au terme duquel les Creeks cèdent au gouvernement fédéral des États-Unis près de 89 000 km2 (22 millions d'acres) de terres, soit plus de la moitié de leurs possessions territoriales héréditaires. Le traité accorde aux Amérindiens des droits individuels de propriété foncière, disloquant la propriété commune du territoire.
Ce traité a ouvert la porte à l'Alabama fever, qui voit la population du Territoire de l'Alabama multipliée par 12 entre 1810 et 1820.